# Michel Arsenault
Pour les articles homonymes, voir Arsenault.
Michel Arsenault (né en 1951) est un syndicaliste québécois originaire de la péninsule gaspésienne. Il a été président de la Fédération des travailleurs du Québec (FTQ) de novembre 2007 à novembre 2013, et sera remplacé par Daniel Boyer. 

## Début de carrière
Michel Arsenault commence sa carrière de travailleur comme électricien chez Mines Gaspé. En 1974, à l'âge de 23 ans, il est élu président de la section locale 6086 des Métallurgistes unis d'Amérique (Syndicat des Métallos) à Murdochville.
En 1978, il est nommé permanent du Syndicat des Métallos pour la région de Montréal. Il est notamment affecté aux dossiers de la section locale 7625. Quelques mois plus tard, il déménage à Sept-Îles et, en 1984, devient coordonnateur de la région de la Côte-Nord, de la Gaspésie et des Îles-de-la-Madeleine, toujours pour les Métallos. Il a, entre autres, la responsabilité de négocier les conventions collectives des mines de fer et titane de la Côte-Nord.
En 1989, il assume les fonctions de coordonnateur de la région de Québec et, en 1994, devient coordonnateur de la Rive-Sud de Montréal.
De janvier 1996 à décembre 2000, il occupe le poste d'adjoint au directeur national du Syndicat des Métallos pour le Canada, au bureau de Toronto. Le 12 décembre 2000, il devient directeur québécois du Syndicat des Métallos.
Lors de son parcours syndical, Michel Arsenault occupe les postes de vice-président de la Fédération des travailleurs et travailleuses du Québec (FTQ), de membre du conseil d’administration du Fonds de solidarité FTQ, de membre du conseil d’administration de la Commission de la santé et de la sécurité du travail (CSST) du Québec, et enfin de membre du conseil d'administration du Conseil canadien du commerce et de l’emploi de la sidérurgie (CCCES).
Il complète un diplôme d’études supérieures spécialisé en relations de travail de l'Université du Québec[Quand ?].

## Présidence
Michel Arsenault a été élu au poste de président de la Fédération des travailleurs et travailleuses du Québec, à l’issue du 28e Congrès triennal de la centrale, le 30 novembre 2007, remplaçant ainsi Henri Massé. À la suite de certains scandales provoqués par la commission d'enquête sur l'octroi et la gestion des contrats publics dans l'industrie de la construction, il annonce qu'il ne demandera pas le renouvellement de son mandat et sera remplacé par Daniel Boyer lors du 30e Congrès triennal.  

### Leadership contesté
À la suite d'une série de reportages présentés à l'émission Enquête en 2008 et 2009, où on mentionne notamment que plusieurs personnalités québécoises, dont Michel Arsenault, ont été invitées sur le yacht de l'entrepreneur québécois Tony Accurso, plusieurs médias québécois mettent au jour des scandales de collusion, d'intimidation et de corruption impliquant la FTQ-Construction.
Le leadership de Michel Arsenault est contesté au sein de la fédération par certains syndicats membres. Ainsi, en septembre 2010, les délégués de la FTQ du Saguenay-Lac-Saint-Jean adoptent en congrès, au nom des 25 000 membres de la région, une résolution allant à l'encontre de la décision d'Arsenault d'exclure le Syndicat des employés de l'aluminium d'Arvida (SNEAA) pour cotisations impayées. Le président du SNEAA justifie la retenue des cotisations comme étant un moyen de pression pour qu'il y ait « la tenue d'une élection à la tête de la FTQ dans le but de débattre des problèmes vécus par la FTQ depuis plus d'un an. ». 
En entrevue à Rue Frontenac en octobre 2010, Arsenault déclare que la contestation de son leadership est le résultat d'une campagne de salissage engendrée par une couverture médiatique biaisée.